# Nurudeen Orelesi
Nurudeen Adegbola Orelesi (Lagos, 10 aprile 1989) è un ex calciatore nigeriano, di ruolo difensore o centrocampista.

## Carriera

### Club

#### Gli inizi
Inizia la sua carriera in patria, giocando a livello giovanile nel First Bank e nell'ECO Lagos.
Nel 2006 viene acquistato dal Salamanca UDS; con la squadra spagnola gioca solo a livello giovanile, senza esordire in prima squadra.

#### Slovenia ed il ritorno in patria
Il 2 ottobre 2007 passa al Bonifika Izola, club della seconda divisione slovena; nella prima stagione gioca solo nella squadra riserve, mentre l'anno seguente scende in campo con la prima squadra in 3 partite di campionato ed una nella coppa nazionale. A fine stagione torna in patria per alcuni mesi nell'ECO Lagos, squadra della massima serie nigeriana.

#### Dinamo Tirana
Il 1º agosto 2010 viene acquistato per 25.000 euro dalla Dinamo Tirana, una delle squadra più titolate d'Albania, con cui gioca 26 partite di campionato senza mai segnare.

#### Il passaggio allo Skënderbeu e la Champions League
Il 23 giugno 2011 passa allo Skënderbeu, con cui gioca 2 partite nei preliminari di Champions League e 25 partite, con un gol segnato, nel campionato albanese. La stagione si conclude con la vittoria del campionato albanese, che gli consente di giocare altre 2 partite nei preliminari di Champions League, contro gli ungheresi del Debrecen.
Nella stagione 2012-2013 gioca 24 partite e segna 2 gol nel campionato albanese, vinto per la seconda stagione consecutiva. Nella stagione 2013-2014 gioca altre 2 partite nei preliminari di Champions League, contro gli azeri del Neftçi Baku; dopo lo 0-0 della partita d'andata, giocata in Azerbaijan, al ritorno, il 23 luglio 2013, lo Skenderbeu si impone con il punteggio di 1-0 al termine dei tempi supplementari, proprio grazie ad una rete di Orelesi, che al 116º minuto ha superato il portiere avversario regalando così alla sua squadra la qualificazione al terzo turno preliminare. Nel terzo turno preliminare gioca da titolare nella partita d'andata, persa per 3-0 sul campo dei kazaki del Schachtjor Karaganda, e nella partita di ritorno, vinta per 3-2 dallo Skenderbeu, che viene così eliminato dalla manifestazione. A seguito dell'eliminazione dai preliminari di Champions League, la sua squadra gioca il plaoyff di Europe League; Orelesi esordisce nella competizione il 22 agosto, nella partita persa per 1-0 sul campo del Chornomorets. Chiude poi la stagione con 16 presenze senza reti in campionato, competizione che vince per la terza volta in carriera (la seconda consecutiva); l'anno seguente gioca da titolare in entrambe le partite del secondo turno preliminare di Champions League contro il BATE Borisov, chiuse rispettivamente sull'1-1 in Albania e sullo 0-0 in Bielorussia, con conseguente eliminazione dello Skenderbeu dalla manifestazione.
Il 20 agosto 2014 passa allo Metalurh Zaporižžja per 100.000 euro, squadra della massima serie ucraina, con la quale firma un contratto triennale. Dopo una stagione e mezza (in cui segna un gol in 31 presenze nella massima serie ucraina) nel calciomercato invernale del 2016 fa ritorno allo Skenderbeu, per terminarvi la stagione 2015-2016.

### Nazionale
Nel 2009 ha partecipato al Mondiale Under-20 in Egitto con la Nazionale nigeriana Under-20, nella manifestazione ha giocato 4 partite segnando anche un gol.

## Statistiche

### Presenze e reti nei club
Statistiche aggiornate al 3 novembre 2018.
| Stagione                   | Squadra                    | Campionato                 | Campionato | Campionato | Coppe nazionali | Coppe nazionali | Coppe nazionali | Coppe continentali | Coppe continentali | Coppe continentali | Altre coppe | Altre coppe | Altre coppe | Totale | Totale |
| Stagione                   | Squadra                    | Comp                       | Pres       | Reti       | Comp            | Pres            | Reti            | Comp               | Pres               | Reti               | Comp        | Pres        | Reti        | Pres   | Reti   |
| -------------------------- | -------------------------- | -------------------------- | ---------- | ---------- | --------------- | --------------- | --------------- | ------------------ | ------------------ | ------------------ | ----------- | ----------- | ----------- | ------ | ------ |
| gen.-giu. 2008             | Bonifika Izola             | 2. SNL                     | ?          | ?          | CS              | 0               | 0               | -                  | -                  | -                  | -           | -           | -           | 0+     | 0+     |
| 2008-2009                  | Bonifika Izola             | 2. SNL                     | 1          | 0          | CS              | 1               | 0               | -                  | -                  | -                  | -           | -           | -           | 2+     | 0+     |
| Totale Bonifika Izola      | Totale Bonifika Izola      | Totale Bonifika Izola      | 1          | 0          |                 | 1               | 0               |                    | -                  | -                  |             | -           | -           | 2+     | 0+     |
| 2009-2010                  | ECO Lagos                  | A                          | ?          | ?          | -               | -               | -               | -                  | -                  | -                  | -           | -           | -           | 0+     | 0+     |
| 2010-2011                  | Dinamo Tirana              | KS                         | 26+1       | 0          | CA              | 7               | 1               | UCL                | 0                  | 0                  | SA          | 0           | 0           | 34     | 1      |
| 2011-2012                  | Skënderbeu                 | KS                         | 25         | 1          | CA              | 13              | 0               | UCL                | 2                  | 0                  | SA          | 1           | 0           | 41     | 1      |
| 2012-2013                  | Skënderbeu                 | KS                         | 25         | 2          | CA              | 6               | 1               | UCL                | 2                  | 0                  | SA          | 1           | 0           | 34     | 3      |
| 2013-2014                  | Skënderbeu                 | KS                         | 16         | 0          | CA              | 3               | 0               | UCL+UEL            | 4+2                | 1+0                | SA          | 1           | 0           | 26     | 1      |
| lug.-ago. 2014             | Skënderbeu                 | KS                         | 0          | 0          | CA              | 0               | 0               | UCL                | 2                  | 0                  | SA          | 0           | 0           | 2      | 0      |
| 2014-2015                  | Metalurh Zaporižžja        | PL                         | 19         | 1          | CU              | 2               | 0               | -                  | -                  | -                  | -           | -           | -           | 21     | 1      |
| 2015-gen. 2016             | Metalurh Zaporižžja        | PL                         | 12         | 0          | CU              | 0               | 0               | -                  | -                  | -                  | -           | -           | -           | 12     | 0      |
| Totale Metalurh Zaporižžja | Totale Metalurh Zaporižžja | Totale Metalurh Zaporižžja | 31         | 1          |                 | 2               | 0               |                    | -                  | -                  |             | -           | -           | 33     | 1      |
| gen.-giu. 2016             | Skënderbeu                 | KS                         | 15         | 0          | CA              | 2               | 0               | UCL+UEL            | -                  | -                  | SA          | -           | -           | 17     | 0      |
| 2016-2017                  | Skënderbeu                 | KS                         | 33         | 0          | CA              | 4               | 0               | -                  | -                  | -                  | SA          | 1           | 0           | 38     | 0      |
| Totale Skënderbeu          | Totale Skënderbeu          | Totale Skënderbeu          | 114        | 3          |                 | 28              | 1               |                    | 12                 | 1                  |             | 4           | 0           | 158    | 5      |
| 2017-2018                  | Vllaznia                   | KS                         | 30         | 0          | CA              | 4               | 0               | -                  | -                  | -                  | -           | -           | -           | 34     | 0      |
| 2018-2019                  | Kamza                      | KS                         | 13         | 0          | CA              | 2               | 0               | -                  | -                  | -                  | -           | -           | -           | 15     | 0      |
| Totale carriera            | Totale carriera            | Totale carriera            | 215+1      | 4+0        |                 | 44              | 2               |                    | 12                 | 1                  |             | 4           | 0           | 276+   | 7+     |

## Palmarès

### Club

#### Competizioni nazionali
- Campionato albanese: 4

Skënderbeu: 2011-2012, 2012-2013, 2013-2014, 2015-2016
- Supercoppa d'Albania: 2

Skënderbeu: 2013, 2014